# Mika Walldén
Mika Walldèn (Lohja, 18 gennaio 1972) è un ex calciatore finlandese, di ruolo difensore.

## Carriera

### Club
Walldèn giocò nel Leppävaaran Pallo, prima di trasferirsi al Turun Toverit. Nel 1989 si accordò con lo HJK Helsinki, dove rimase fino al 1993 (fatta eccezione per una breve parente allo FC Oulu). Nel 1993 tornò ancora allo FC Oulu, per poi passare al TPS. In seguito si accordò con l'Inter Turku e con il VG-62. Nel 2002, militò nelle file dei norvegesi del Nybergsund-Trysil. Nel 2008, tornò in campo nel Masku.